# Transference
Transference es un videojuego de aventura de tipo videojuego de terror desarrollado por SpectreVision y Ubisoft Montreal y publicado por Ubisoft. Transference fue lanzado para Microsoft Windows, PlayStation 4 y Xbox One el 18 de septiembre de 2018.

## Trama y jugabilidad
Transference se trata sobre una familia luchando con algunos problemas serios, que fue puesta dentro en una simulación corrupta hecha por un brillante pero "problemático" científico llamado Raymond. Desde la perspectiva de los diferentes miembros de la familia, la simulación se construye a partir de los "datos cerebrales" de Raymond, su esposa y su hijo pequeño, que se moverán por su casa, descubrirán sus secretos y recogerán las pruebas que necesitan para reparar sus vidas.

## Desarrollo
Transference fue anunciado en la conferencia de prensa de Ubisoft en el E3 2018, el 11 de junio de 2018 para Microsoft Windows, PlayStation 4 y Xbox One.

## Sitios externos
- Página web oficial

- Datos: Q55343624